# Obyce
Obyce jsou obec na Slovensku v okrese Zlaté Moravce v Nitranském kraji. Žije v ní přibližně 1 500 obyvatel.

## Historie
První písemná zmínka o Obycích je z roku 1322, kdy byla vesnice uvedena pod názvem Ebedicz. Později se název objevuje ve tvarech: Ebedych (1324), Obicze (1773), Obice (1786), Obyce (1927). Vesnice patřila místním zemanům a opatství v Hronském Beňadiku. V roce 1504 připadla zemanská část hradu Hrušov a v roce 1565 opatská část ostřihomské kapitule. V 17. století vesnici přepadli Turci. Od 18. století se ve vsi rozvíjel drobný průmysl – otevřena byla papírna, sklárna a hnědouhelný důl. Ten byl v provozu až do roku 1949. Během druhé světové války u vesnice aktivně působila partyzánská skupina.

## Přírodní poměry
Obec leží na severovýchodním okraji Požitavské pahorkatiny na úpatí Pohronského Inovce v údolí řeky Žitavy. Katastr má charakter pahorkatiny, ve východní části hornatiny, tvořen jíly, písky a andezity. Převážně východní část katastru je zalesněná (roste zde nejvíce dub, habr a buk), západní část více odlesněná. V obci vyvěrá minerální pramen. V katastrálním území Obyce leží národní přírodní rezervace Včelár.

## Pamětihodnosti
- klasicistní kaple svaté Anny z roku 1750, později přestavěná
- kostel Krista Krále z roku 1942
- částečně zachovalá řadová zástavba hliněných a kamenných domů z 19. století, kamenné sýpky